# George Roper (barco)
El George Roper fue una bricbarca de cuatro mástiles que zarpó de Liverpool (Reino Unido) el 10 de febrero de 1883 y, al llegar a Australia en su viaje inaugural, quedó atrapada en el arrecife de Point Lonsdale (Victoria) el 4 de julio de 1883 mientras era remolcada a Port Melbourne. Permaneció allí algo menos de dos meses antes de romperse y hundirse el 26 de agosto.

## Hundimiento

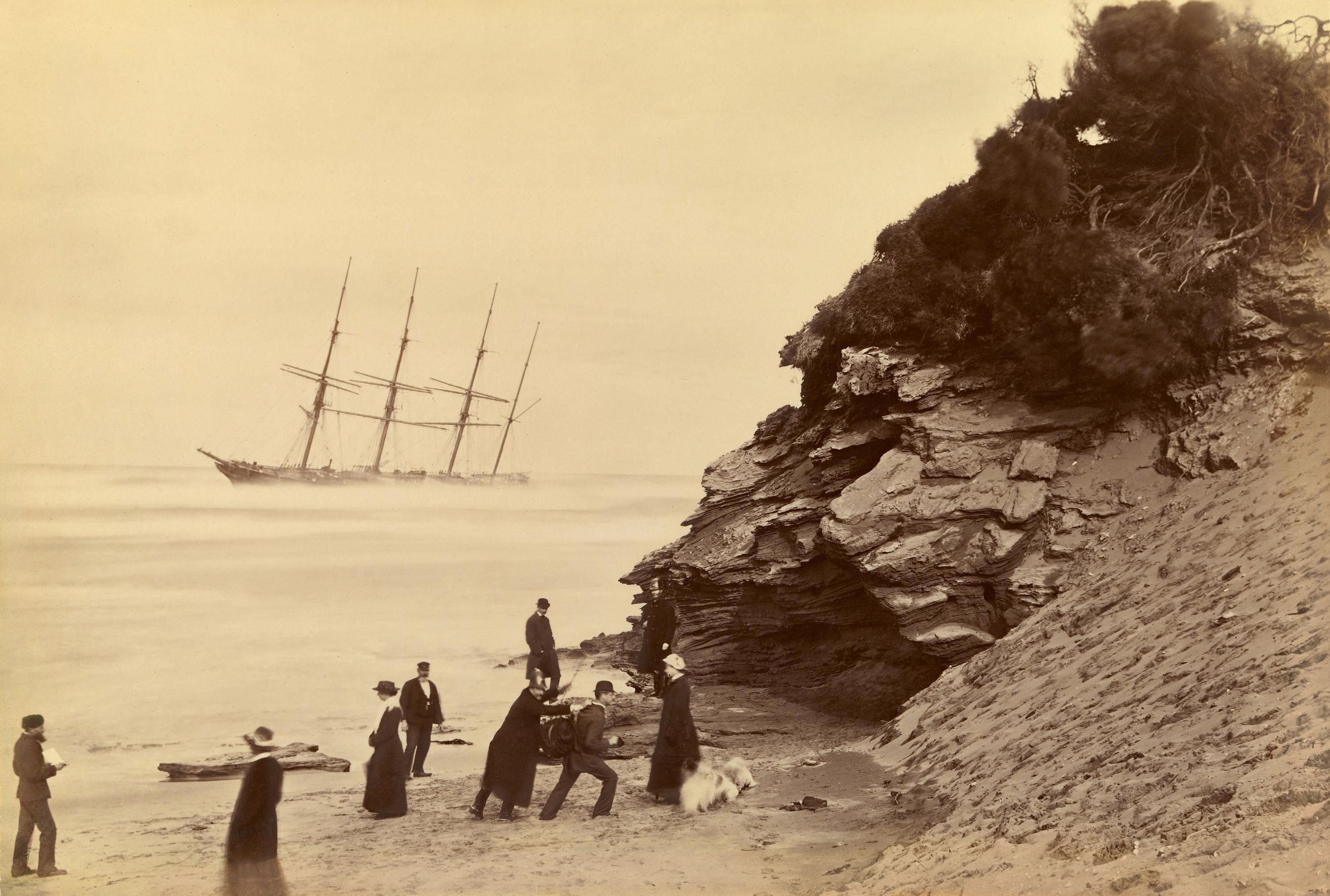
Naufragio del George Roper, Point Lonsdale por Fred Kruger.

El George Roper fue construido en los astilleros W. H. Potter and Son de Liverpool para W. T. Dickson and Son específicamente para el transporte entre Inglaterra y Australia. Transportaba 3.842 toneladas de carga, incluidas 1.400 toneladas de raíles de ferrocarril para el Gobierno de Victoria (valoradas en 20.000 libras esterlinas), así como licores, productos químicos, paños y 30 toneladas de dinamita, por un valor total de 50.000 libras esterlinas.
Mientras llegaba a Melbourne, el 4 de julio de 1883, se encontró con vientos contrarios en el estrecho de Bass, por lo que el remolcador de vapor Williams, al mando del piloto Gifford (o posiblemente Gafford), comenzó a arrastrar al George Roper hacia el puerto. Sin embargo, la repentina aparición de una densa niebla hizo que el remolcador se desviara demasiado hacia el oeste y chocara contra el arrecife de Point Lonsdale. Mientras que el Williams pudo liberarse, el George Roper también chocó contra el arrecife y se quedó atascado. Tras descubrir que el barco estaba haciendo agua, el capitán, John Ward, y sus 31 tripulantes fueron transferidos a otro barco (el Albatross) y puestos a salvo en Queenscliff.
Inicialmente se creyó que el buque podría reflotarse con la marea alta. pero resultó imposible. Los aseguradores vendieron los derechos de salvamento a un sindicato de Melbourne, que recuperó gran parte de la carga antes de vender el resto del salvamento a un sindicato de Geelong. Durante el salvamento, el 8 de julio, el remolcador Blackboy también se hundió después de que las cuerdas se enredaran alrededor de su hélice y chocara contra el arrecife antes de que se pudiera restablecer la navegación. Toda la tripulación fue rescatada sin daños. El George Roper finalmente se rompió y se hundió el 26 de agosto.
En la investigación del accidente, el piloto Gifford (o Gafford) del Williams fue acusado de negligencia por no devolver el George Roper a aguas más seguras cuando apareció la niebla, y su licencia fue suspendida durante dos años.
El pecio se encuentra a 4-5 metros (15 pies) de profundidad y es accesible a buceadores recreativos, quedando partes del mismo claramente identificables. En las décadas de 1970 y 1980 se recuperaron objetos del pecio, algunos de los cuales están en poder del gobierno de Victoria.
A pesar de su corta carrera, existe un cuadro del George Roper pintado por Joseph Witham, que se encuentra en las colecciones del Museo Marítimo Nacional británico.